# رضا بهمئی
رضا بهمئی (زاده ۲ مهر ۱۳۷۳ - باغ‌ملک) یک بازیکن فوتبال اهل ایران است.